# 刘又午
刘又午（1930年12月9日—2022年7月12日），原名刘保常，男，天津人，中国机械制造专家，曾任天津大学教授、博士生导师。